# Chicago and North Western Transportation
Die Chicago and North Western Transportation Company (CNWT), bis 1972 Chicago and North Western Railway (C&NW), umgangssprachlich auch North Western, war eine amerikanische Eisenbahngesellschaft mit Sitz in Chicago. Sie wurde 1859 gegründet und existierte bis zur Übernahme durch die Union Pacific am 17. März 1995. Ihr Liniennetz erstreckte sich von Chicago über den Mittleren Westen bis nach Wyoming.

## Geschichte

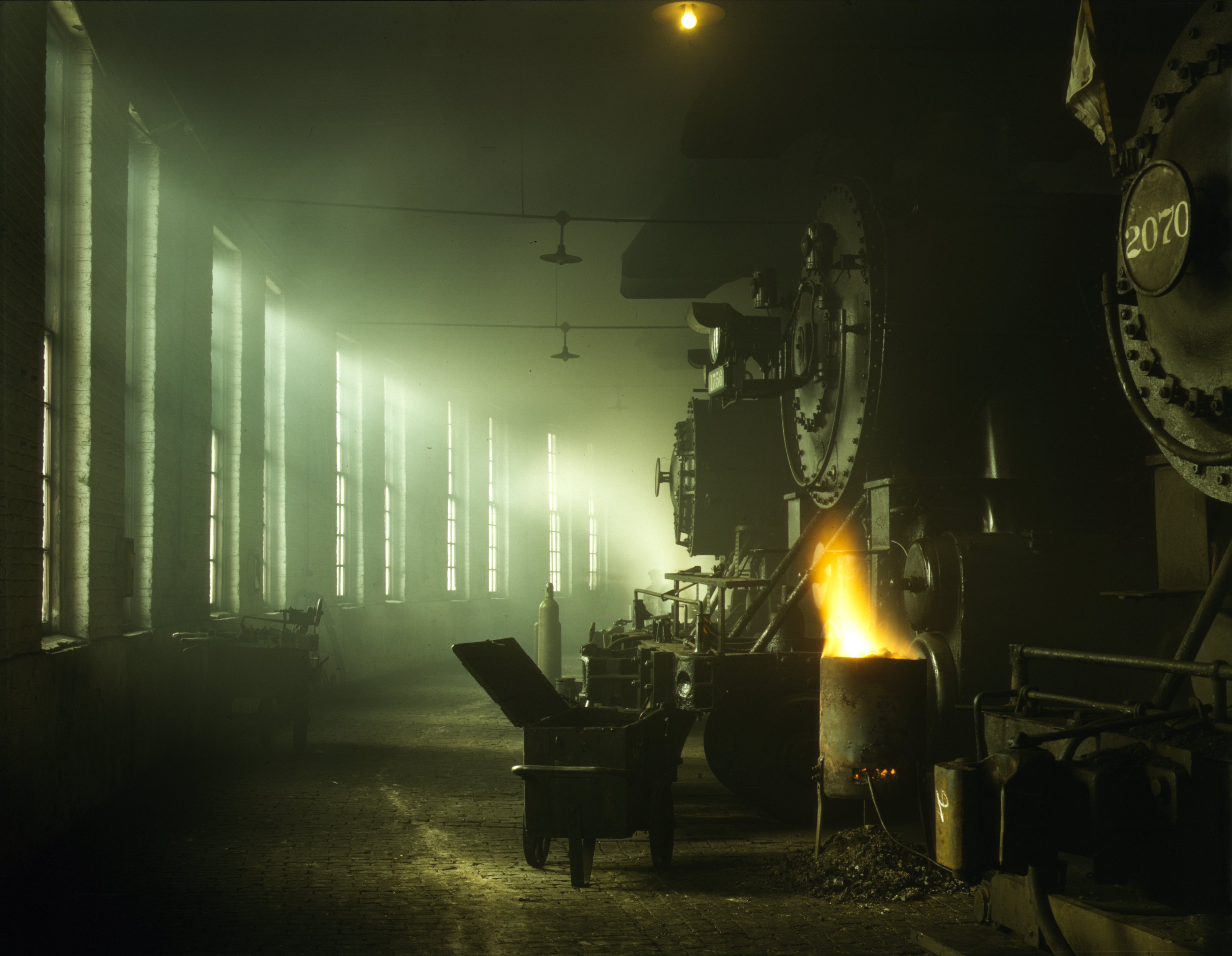
Dampflokomotiven der C&NW im Lokschuppen von Chicago, Dezember 1942

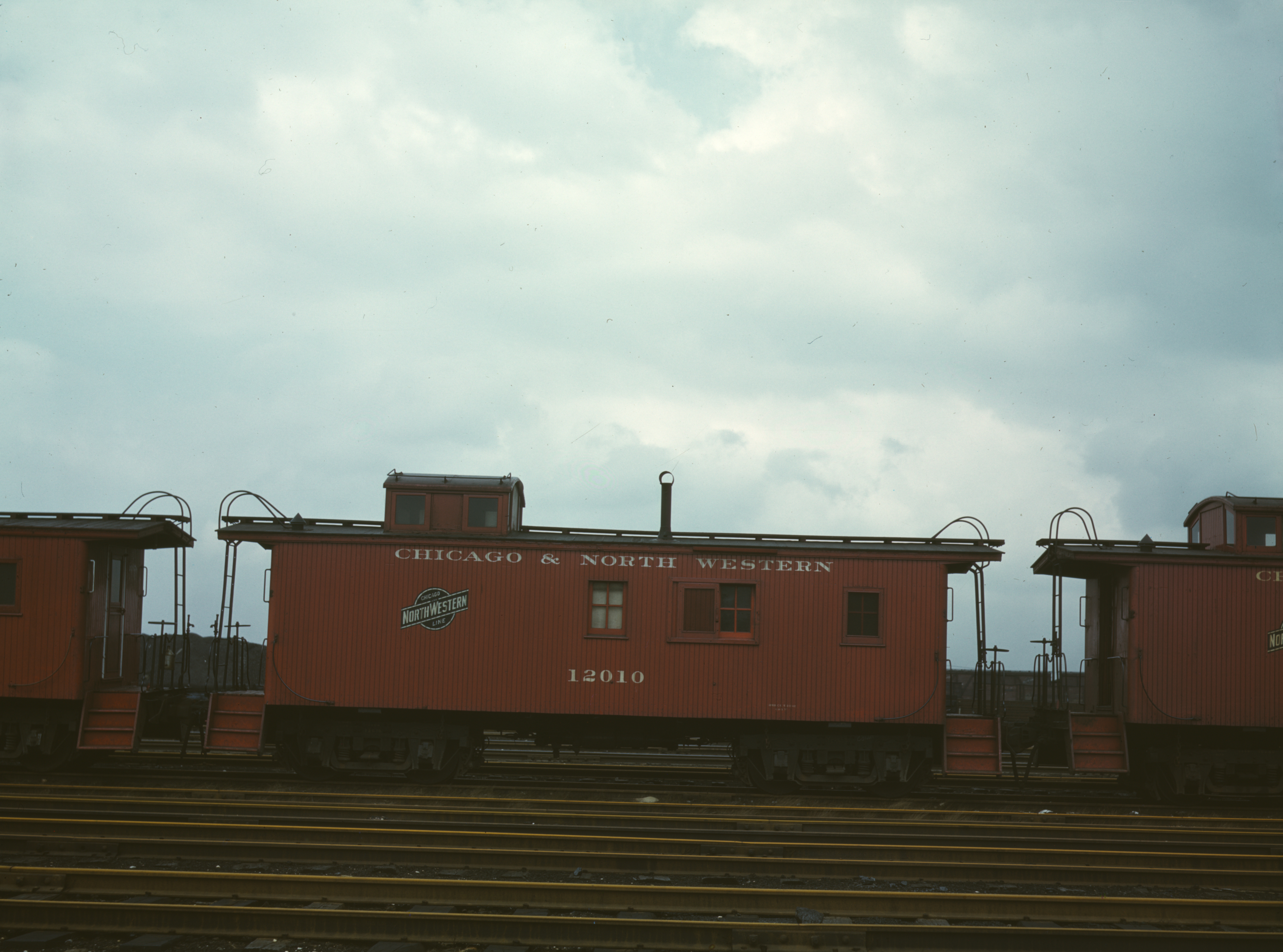
Caboose im Rangierbahnhof Proviso bei Chicago, 1943

Die Chicago and North Western Railway wurde am 7. Juni 1859 gegründet. Fünf Tage zuvor hatte sie die Konkursmasse der bankrottgegangenen Chicago, St. Paul and Fond du Lac Railroad aufgekauft, die seit März 1855 Bahnbau betrieb. Am 15. Februar 1865 übernahm die C&NW offiziell die Galena and Chicago Union Railroad, die bereits am 16. Januar 1836 gegründet wurde. Letztere begann im Dezember 1848 westlich von Chicago mit dem Bahnbau. Sie war somit die erste Eisenbahn, die mit der Erschließung des Mittleren Westens begann.
Seit 1882 besaß die North Western die Aktienmehrheit der Chicago, St. Paul, Minneapolis and Omaha Railway (Omaha Road). Am 1. Januar 1957 pachtete sie die Gesellschaft und übernahm sie 1972 endgültig. Die Hauptstrecke der Omaha Road verlief von einem C&NW-Abzweig in Elroy (Wisconsin) zu den „Twin Cities“ (Minneapolis-St. Paul) und von dort über Sioux City nach Omaha.
1899 war die Gesellschaft im Besitz von 1380 Lokomotiven, 1176 Personen- und 49 484 Güterwagen. Der Verkehr erfolgte im Gegensatz zu allen anderen größeren US-Bahngesellschaften jeweils linksseitig, wobei diese Praxis auf den früheren Gleisstrecken im CNW-Besitz bis heute erhalten geblieben ist.
Im April 1956 wurde Ben W. Heineman Chairman des Unternehmens. Er führte eine Modernisierung des Unternehmens durch und steigerte die Gewinne der CNW. Neben der Übernahme kleinerer Bahngesellschaften wie der  Litchfield and Madison Railroad, der Minneapolis and St. Louis Railroad begann er auch einen Übernahmekampf um die Chicago, Rock Island and Pacific Railroad gegen die Union Pacific Railroad.
Dem allgemeinen Trend im Bahnbereich folgend wurde 1968 die Holdinggesellschaft Northwest Industries gegründet. Damit war die Basis geschaffen, um in andere profitablere Wirtschaftszweige zu investieren ohne dabei der Aufsicht der Interstate Commerce Commission, als Kartellamt für den Bahnbereich, zu unterliegen.
Am 1. Juli 1968 erfolgte die Übernahme der Chicago Great Western Railroad mit einem Streckennetz von 2.400 km. Die Hauptstrecke dieser Gesellschaft verlief von Chicago nach Oelwein in Iowa und teilte sich dort in Streckenäste nach Minneapolis-St. Paul, Omaha und Kansas City (Missouri). Durch eine Verbindung von Hayfield nach Clarion (Iowa) gab es außerdem eine Hauptlinie zwischen den Twin Cities und Omaha. Durch die Übernahme verschaffte sich die North Western erstmals Zugang nach Kansas City und erleichterte sich gleichfalls den Konkurrenzdruck. Eine geplante Fusion mit der Milwaukee Road im Jahre 1970 kam hingegen nicht zustande.
Nachdem verschiedenste Versuche gescheitert waren, die Bahngesellschaft insbesondere durch eine Fusion zu vergrößern und damit profitabler zu machen entschieden die Unternehmensleitung, die Bahngesellschaft zu verkaufen. Nachdem ein Verkauf an andere Bahngesellschaften gescheitert war, entschloss sich das Unternehmen die Chicago and North Western Railway an die Beschäftigten zu verkaufen. Zu diesem Zweck wurde die Chicago and North Western Transportation Company gegründet, die die Geschäfte der Chicago and North Western Railway 1972 vollständig übernahm. Die bisherige Bahngesellschaft blieb nur noch auf dem Papier bestehen. Ab diesem Zeitpunkt wurde auf dem Logo der Gesellschaft der Zusatz „employee owned“ eingeführt.

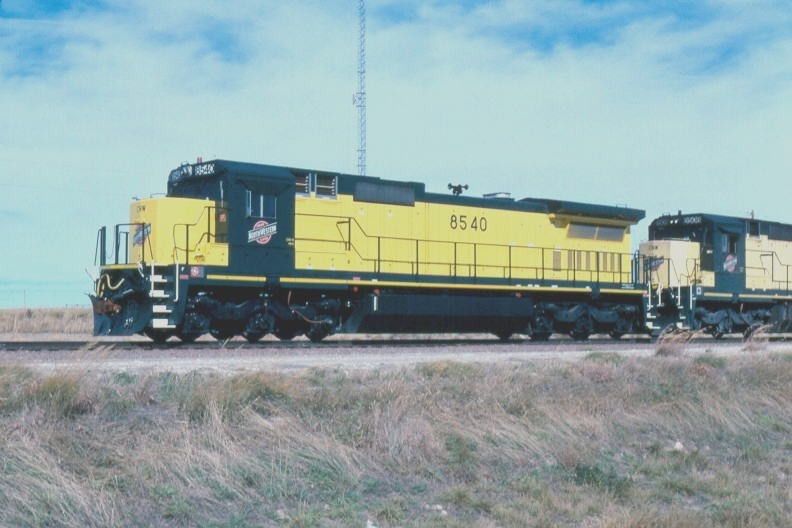
C40-8 #8540 in Shawnee (Wyoming), 1990

Als am 31. März 1980 die Chicago, Rock Island & Pacific Railroad liquidiert wurde, übernahm die North Western 1.300 Streckenkilometer. Zu den übernommenen Strecken gehörte auch die „Spine Line“, eine gut ausgebaute, jedoch stark vernachlässigte Verbindung von den Twin Cities über Des Moines nach Kansas City (Missouri). Nach einem Übernahmekrieg mit SOO Line Railroad erhielt sie am 20. Juni 1983 von der ICC den Zuschlag für die Strecke. Als Folge der Übernahme legte die North Western die ehemaligen Chicago Great Western-Streckenabschnitte von Oelwein nach Minneapolis-St. Paul und Kansas City still.
Während der 1970er und frühen 1980er Jahren konnte das Unternehmen relativ erfolgreich gegen den Rückgang im Bahnbereich agieren. Dies war aber vor allem einem umfangreichen Streckenstilllegungsprogramm und der Fokussierung auf die Verbindung Omaha-Chicago zurückzuführen. Um der steigenden Konkurrenz im deregulierten Bahnbereich ab Beginn der 1980er Jahre mit der Verabschiedung des Staggers Rail Acts gerecht zu werden, entschloss sich das Unternehmen mit der CNW Corporation, eine Holdinggesellschaft als Mutterunternehmen, zu gründen. Damit sollte vor allem die Diversifizierung erleichtert werden.
Seit den späten 1980er Jahren war die Chicago and North Western Railway mehrmals Übernahmekandidat. 1989 wurde das Unternehmen im Rahmen eines Buyouts von einem Konsortium aus Blackstone Capital Partners L.P., Donaldson, Lufkin and Jenrette der Union Pacific Railroad und dem Management der CNW übernommen. Im Rahmen dieser Übernahme wurde die neue Holding Chicago and North Western Holdings Corporation gegründet. Damit kam man einer feindlichen Übernahme durch Japonica Partners zuvor. Anfang der 1990er Jahre wurde das Unternehmen an der Börse platziert, bevor es am 17. März 1995 von der Union Pacific komplett übernommen wurden.
Die Northwestern engagierte sich auch im Vorortverkehr von Chicago. Dort setzt sie als erste Bahn die sogenannten Gallery-Doppelstockwagen ein, welche heute das Standard-Fahrzeug in Chicago sind. Ab 1984 betrieb die C&NW den Vorortverkehr im Auftrage und auf Rechnung von der Nahverkehrsbehörde MTA, die unter dem Begriff METRA den Chicagoer Vorortverkehr organisiert. Die bislang gelb-grünen Fahrzeuge wurden in das METRA-Schema umlackiert. Mit einem entsprechenden Logo der Bahngesellschaft wird auf den betroffenen Wagen auf diesen Umstand hingewiesen. Die Union Pacific übernahm mit der Fusion diesen Kontrakt.
Siehe auch: Liste nordamerikanischer Eisenbahngesellschaften